# Bugsy Siegel
Benjamin Siegel, zvaný Bugsy (28. února 1906 New York – 20. června 1947 Beverly Hills), byl americký gangster, který úzce spolupracoval s Lucky Lucianem a Meyerem Lanskym. Rozpoznal potenciál Las Vegas pro provoz hazardních her a přitáhl tam pozornost mafie. Město tak začalo být na konci 40. let 20. století obrovským zdrojem příjmů pro organizovaný zločin.

## Mládí
Narodil se v Brooklynu, v části Williamsburg, v roce 1906 jako Benjamin Siegelbaum. Rodina si však brzy změnila jméno na Siegel. Jeho rodiče byli židovští přistěhovalci z Rakouska Max Siegel a Jennie Riechenthal. Měli ještě další čtyři děti.
Už jako kluk se Bugsy věnoval drobné kriminalitě. Později se seznámil s Meyerem Lanskym a spolu vydírali obchodníky, vymáhali peníze za „ochranu“, kradli, zejm. auta, a prováděli násilnou trestnou činnost. V té době také kvůli své násilnické povaze a psychopatickým sklonům získal přezdívku Bugsy. Neměl však to oslovení rád, takže se mu to lidé báli říkat do očí. (Tuto přezdívku použili také novináři v roce 1939, kdy byl Bugsy obviněn z vraždy).
Bugsy s Meyerem se spojili s Lucky Lucianem a Frankem Costellem. Za prohibice získávali velké příjmy z obchodování s alkoholem. Siegel se nevyhýbal vraždám na objednávku. Zatímco Lansky a Luciano operace řídili, on je vykonával.
28. ledna 1929 se oženil. Se svojí manželkou Estou (Esther nebo Estelle) Krakow měl dvě děti, dcery.

## Kalifornie
V roce 1937 se přestěhoval do Kalifornie. Byl tam vyslán Lucky Lucianem, aby prozkoumal tamější prostředí, částečně to však bylo proto, že se ho v New Yorku pokoušeli zabít lidé z konkurenčního gangu (kvůli zavraždění jednoho jejich člena). Bugsy se seznámil se spoustou vlivných lidí z filmové oblasti, mezi které patřili Jean Harlow, Clark Gable, Gary Cooper nebo Cary Grant.
Podle legendy se měl na jedné společenské akci, na kterou ho pozvala italská hraběnka Dorothy DiFrasso, setkat také s Goebbelsem a Göringem. Pro jejich antisemitské názory je chtěl údajně zabít, což mu nakonec měla hraběnka rozmluvit.
Bugsy v Kalifornii vydíral filmová studia i herce a měl pod kontrolou také místní bookmakery, včetně lodí kotvících u pobřeží, na kterých se hrál hazard. Kromě toho byl zapleten do pašování drog z Mexika do USA. Protože měl milostný poměr s řadou hereček, jeho žena Esta se s ním 8. srpna 1946 rozvedla.
Jeho největší životní láskou byla Virginia Hill (nar. 26. srpna 1916), která dělala gangsterům volavku, převáděla peníze a živila se také jako prostitutka, hosteska a tanečnice. Patřil jí dům v Beverly Hills, do kterého se Bugsy nastěhoval.

## Flamingo
31. října 1931 byl v Nevadě zlegalizován hazard. Bugsy přišel do Las Vegas v roce 1945. V té době zde již bylo postaveno několik menších kasin.
Seznámil se s Billy Wilkersonem, majitelem několika nočních klubů. Ten měl rozestavěné kasino a velkolepé plány, ale chyběly mu peníze, zadlužil se. Bugsy od něj kasino koupil s tím, že ho dostaví a udělá z něj luxusní komplex, zahrnující kromě kasina veškeré hotelové vybavení, včetně bazénů, restaurací a míst pro zábavu i odpočinek. Kasino pojmenoval Flamingo (Plameňák), jménem, kterým někdy oslovoval přítelkyni Virginii.
Na koupi a dostavbu kasina si půjčil mafiánské peníze, podle předběžných odhadů mělo Flamingo stát 1,5 milionu dolarů.
V té době byl v Americe stavební materiál poměrně drahý a těžko dostupný, protože byl potřeba na opravy válkou zničených domů. Navíc dostat jej do Vegas bylo finančně velmi nákladné. Kromě toho neuměl Bugsy stavbu řídit a bylo běžné, že mu jeho dodavatelé prodali ten samý materiál (ať už se jednalo o cihly nebo palmy) vícekrát. Bugsy si toho nevšiml a platil. Náklady na Flamingo se vyšplhaly až k šesti milionům, a to ještě před tím, než byla stavba dokončena.
Mafiáni, kteří do Flaminga vložili své peníze, nehodlali takovou věc Bugsymu odpustit. Kromě toho sílily obavy, že Bugsy posílá peníze přes Virginii do Evropy. Virginia podnikala často výlety do Švýcarska. Údajně měla ukládat peníze do bank v Curychu a Ženevě.
22. prosince 1946 se v Havaně uskutečnila konference, na které se sešli mafiánští bossové, účastnili se jí např. Meyer Lansky, Frank Costello, Lucky Luciano, Vito Genovese. Na programu bylo i kasino ve Vegas a s tím související Sieglovo odstranění. Meyer Lansky jako Bugsyho přítel ostatní přesvědčil, aby mu dali ještě šanci ukázat, že Flamingo bude po otevření nakonec výdělečné.
26. prosince 1946 Bugsy kasino otevřel, i když ještě nebylo dostavěné, chtěl dodržet předem stanovený termín. Jednalo se o velkou pompézní akci, na kterou byla pozvána spousta filmových hvězd, která však nakonec skončila fiaskem. Kvůli špatnému počasí a vinou toho, že pokoje v hotelu nebyly ještě hotové, se návštěvníci ve Flamingu nezdržovali a své výhry si odnášeli do jiných kasin. Místní lidi Flamingo nelákalo a pro ostatní to bylo příliš daleko, než aby tam jeli.
Kasino se proto zavřelo. K jeho znovuotevření došlo v březnu 1947. V květnu téhož roku se Flamingo konečně dostalo z červených čísel.
Na jaře roku 1947 se uskutečnila druhá havanská konference. Tentokrát její výsledek nebyl pro Siegla příznivý. Bossové se shodli, že Siegel je pro ně po otevření Flaminga hrozbou.

## Smrt

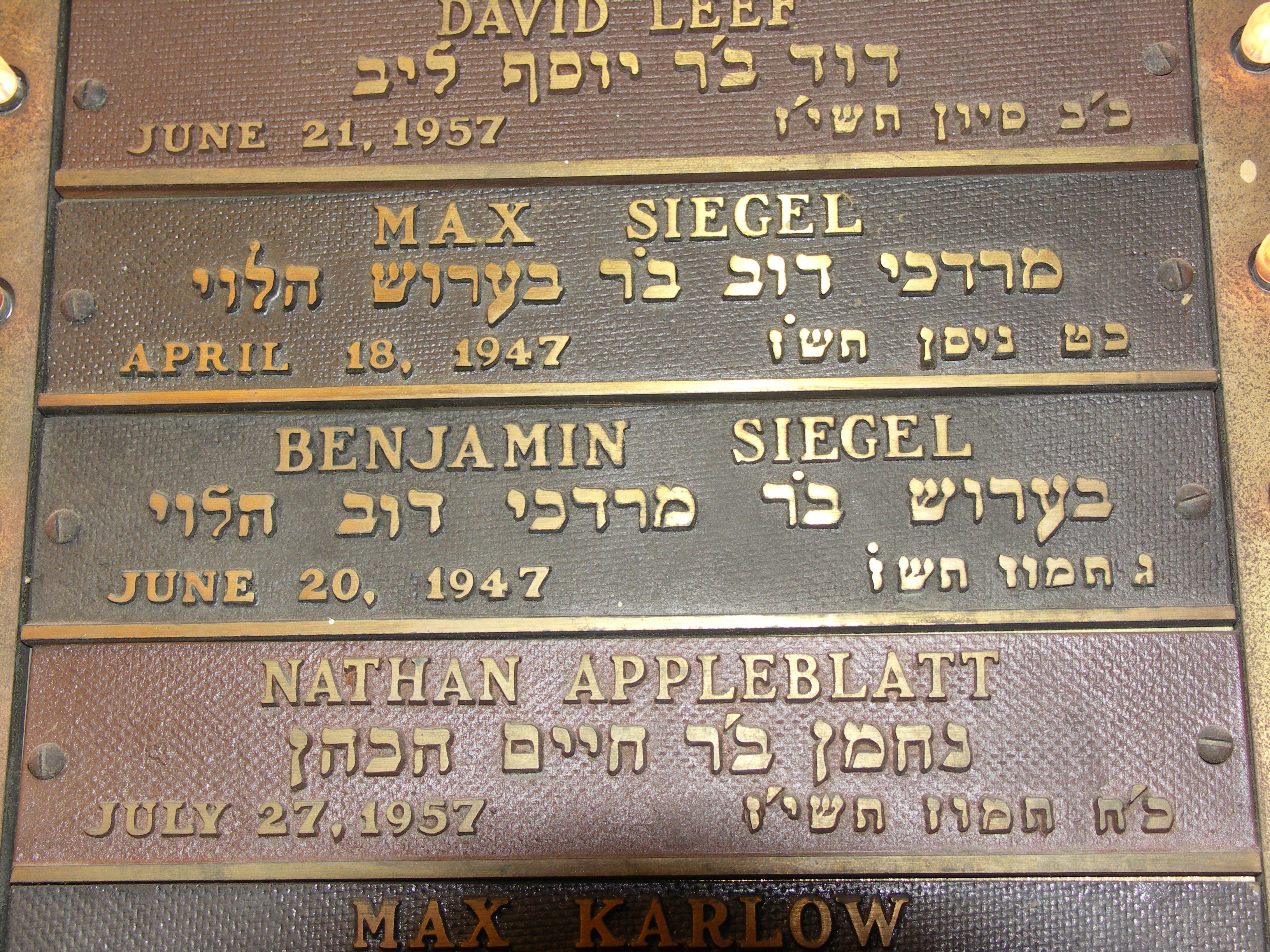
Deska s datem Sieglovy smrti umístěna v synagoze

Večer 20. června 1947 pobýval Siegel v domě Virginie Hill v Beverly Hills (Virginia v té době byla v Evropě). Kromě něj byli v domě ještě jeho přítel Allen Smiley, bratr Jerry Mason a jeho přítelkyně Virginie Chick Hill.
Bugsy seděl na gauči u okna a četl si Los Angeles Times. Mezi 22:30 a 22:45 hod na něj začal někdo přes okno střílet. Zasáhlo ho několik střel, většinou do hlavy. Byl na místě mrtvý. Fotky jeho rozstříleného těla otiskly druhý den americké noviny. V době smrti bylo Bugsymu 41 let. Neví se přesně, kdo jej zabil. Za jeho vraždu nebyl nikdo souzen.
Pohřeb se konal v Beverly Hills. Přišlo na něj pouze 6 lidí - jeho exmanželka Esta Siegel, šestnáctiletá dcera Millicent a čtrnáctiletá Barbara, jeho bratr Maurice Siegel, sestra Bessie Satoay a přítel Allen Smiley. Nepřišel nikdo z jeho hollywoodských známých, ani Virginia Hill.

## Po Bugsyho smrti
Peníze, které Siegel dlužil mafiánům, údajně Virginia ukradla a utekla s nimi do Francie a později do Švédska.
Prakticky ihned po Bugsyho smrti převzali vedení Flaminga tři muži, kteří pracovali pro Meyera Lanskyho. Ten ale jakoukoliv souvislost s Bugsyho smrtí popíral.
Virginia Hill zemřela v Rakousku 24. března 1966 na předávkování prášky na spaní. Podle oficiální verze se jednalo o sebevraždu, vzhledem k místu nálezu jejího těla se však vyskytly spekulace o vraždě Americkou mafií Cosa Nostra, jako pomstu za zpronevěřené 2 miliony dolarů, určené na výstavbu kasina Flamingo.
V 70. letech převzala Flamingo rodina Hiltonů a přejmenovala jej na Flamingo Hilton. V průběhu dalších let došlo k masivním přestavbám. Poslední zbytek Bugsyho původního Flaminga byl zbourán v roce 1993. Bugsyho tam připomíná pouze pamětní deska. V roce 1999 bylo Flamingo Hilton přejmenováno na Flamingo Las Vegas.